# رابرت کلدوی
رابرت کلدوی (آلمانی: Robert Koldewey؛ ۱۰ سپتامبر ۱۸۵۵ – ۴ فوریهٔ ۱۹۲۵) یک دانشمند در زمینه باستان‌شناسی اهل آلمان بود.